# Moreton on Lugg
Moreton on Lugg – wieś i civil parish w Anglii, w hrabstwie Herefordshire. Leży w pobliżu rzeki Lugg, 6 km na północ od miasta Hereford i 191 km na zachód od Londynu. W 2011 roku civil parish liczyła 920 mieszkańców. Moreton on Lugg jest wspomniane w Domesday Book (1086) jako Mortune.